# 젝스 마키스
젝스 마키스(Zechs Merquise, ゼクス・マーキス) 또는 밀리아르도 피스크래프트(Miliardo Peacecraft, ミリアルド・ピースクラフト)는 신기동전기 건담W의 등장인물이다.

## 프로필
OZ군의 상급간부. 계급은 상급 특위. 《섬광의 백작》이라 불리며 엄청난 MS조종실력을 보여주는 뛰어난 파일럿이다. 선봉에 서서 적을 섬멸하며, 비겁한 싸움을 싫어한다. 그의 진짜 정체는 리리나의 오빠 & 피스크래프트 가문의 왕자. 작중초반엔 트레즈가 이끄는 OZ군에서 싸우나 후에 빠져나와 콜로니해방군 - 《화이트팽》의 지도자가되어 싸운다.
탑승기체는 《톨기스》시리즈 / 《에피온 건담》